# Цветники (Брянская область)
Цветники — посёлок в Жуковском районе Брянской области, в составе Крыжинского сельского поселения. 

## География
Расположен в 3 км к северо-востоку от села Крыжино, в 16 км к югу от Жуковки, на шоссе А141 Брянск—Смоленск.
В посёлке имеется отделение почтовой связи.

## История
В 1964 г. Указом Президиума ВС РСФСР поселок Брезготки и поселок усадьбы ЛМС, фактически слившиеся в один населенный пункт, объединены в посёлок Цветники.

## Население
| 2010 | 2013 |
| ---- | ---- |
| 96   | ↗99  |

| Годы      | 1926 | 1979 | 1989 | 2002 | 2010 |
| --------- | ---- | ---- | ---- | ---- | ---- |
| Население | 206  | 273  | 190  | 109  | 98   |